# 米東区
米東区（べいとう-く、ウイグル語：كۆكتاغ رايونى、中国語：米东区）は、中華人民共和国新疆ウイグル自治区ウルムチ市に位置する市轄区。

## 概要
米東区はウルムチ市の北部にあり、総面積3407.42平方キロメートル。総人口は約50.4万人、漢民族、回族、カザフ族、ウイグル族など34の民族が居住する。少数民族の比率は34.4%。
区内には烏準鉄道米泉駅と甘泉堡駅があり、米泉駅は市街地から5キロ以内である。烏奎高速道路は区内を通っている。近年はウルムチ繞城高速道路、東二環、城北主幹道、東進場高架路、西繞城などの道路が相次ぎ建設され、ウルムチ中心市街地と接続された。特に京新高速道路（G7）が開通したことにより、米東区は新疆ウイグル自治区首府ウルムチ市の「北大門」となっている。
自然も豊かで農畜産業が盛んであるのに加え、天然資源として石炭、鉄、石灰石、大理石、石英、陶土、芒硝等の鉱産資源が採掘されている。

## 歴史
2007年8月1日、米泉市と東山区が合併し米東区が成立。

## 行政区画
8街道、5鎮、1郷、1民族郷を管轄：
- 街道弁事処：石化街道、地磅街道、卡子湾街道、古牧地東路街道、古牧地西路街道、南路街道、永祥街街道、盛達東路街道
- 鎮：古牧地鎮、鉄廠溝鎮、長山子鎮、羊毛工鎮、三道壩鎮
- 郷：芦草溝郷
- 民族郷：柏楊河カザフ族郷

## 観光
- 紅光山
- 天山森林公園
- 峡門子
- 東道海子
- 七剣映画テレビシティー（七剑影视城）